# Maximilian zu Wied-Neuwied
Maximilian Alexander Philipp zu Wied-Neuwied est un prince allemand, naturaliste, ethnologue et explorateur, né le 23 septembre 1782 à Neuwied, près de Coblence, et mort le 3 février 1867 dans cette même ville.

## Biographie

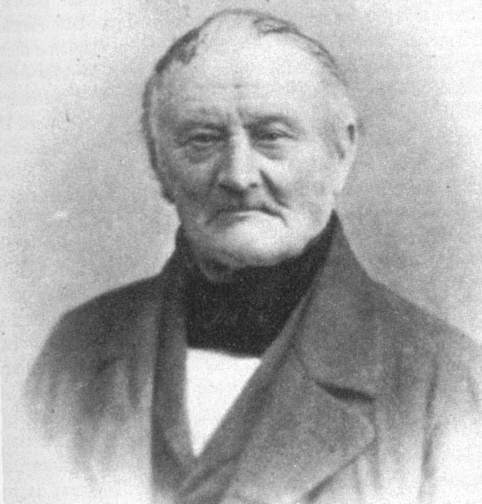
Maximilian zu Wied-Neuwied, âgé.

Maximilian zu Wied-Neuwied est le huitième des dix enfants du prince Frédéric Charles de Wied (1741-1809) et de son épouse Louise, née comtesse zu Sayn-Wittgenstein-Berleburg (1747-1823).
Christian Friedrich Hoffmann (de), un lieutenant ingénieur, lui enseigne surtout l'histoire naturelle et l'archéologie, passe beaucoup de temps avec lui dans les forêts environnantes, l'accompagne à la chasse et l'initie à la cueillette de plantes.
Maximilian zu Wied-Neuwied est agrégé le 8 octobre 1801 comme premier-lieutenant au régiment de la Garde de l'armée prussienne. En raison de son grand intérêt pour le métier de soldat, il rejoint le régiment du roi le 5 février 1803 en tant que plus jeune capitaine d'état-major. Pendant la guerre de la Quatrième Coalition, il participe à la bataille d'Iéna et d'Auerstedt et est fait prisonnier par les Français le 28 octobre 1806 près de Prenzlau dans l'Uckermark, d'où il est cependant libéré après quelques jours. Le 31 mars 1808, il reçoit son congé de major et l'autorisation de porter son ancien uniforme de l'armée.
Dès son retour à la vie civile, il reprend ses études d'histoire naturelle et organise son premier voyage. Il part pour le Brésil en 1815 où, pendant trois ans, il étudie la flore et la faune locales ainsi que les tribus amérindiennes des forêts côtières au nord de Rio de Janeiro. Il est accompagné par l'ornithologue de Francfort-sur-le-Main Georg Wilhelm Freyreiss (1789-1825) et par le botaniste de Berlin Friedrich Sellow (1789-1831).
Il rapporte des collections importantes, notamment de serpents. À son retour à Neuwied, il commence la publication de plusieurs ouvrages sur son voyage. En 1820-1821, il fait paraître Reise nach Brasilien in den Jahren 1815 bis 1817, un récit de voyage destiné à un public cultivé. De 1822 à 1831, il fait paraître les quinze volumes d'illustrations, Abbildungen zur Naturgeschichte von Brasilien, décrivant les vertébrés qu'il a observés. Le texte scientifique, Beiträge zur Naturalgeschichte von Brasilien, paraît en quatre volumes, de 1825 à 1831. 56 des 90 planches qu'il publie sont consacrées aux reptiles. Ces illustrations ont été dessinées et peintes à la main par Wied-Neuwied lui-même.
Ses collections ont été acquises par l'American Museum of Natural History de New York.

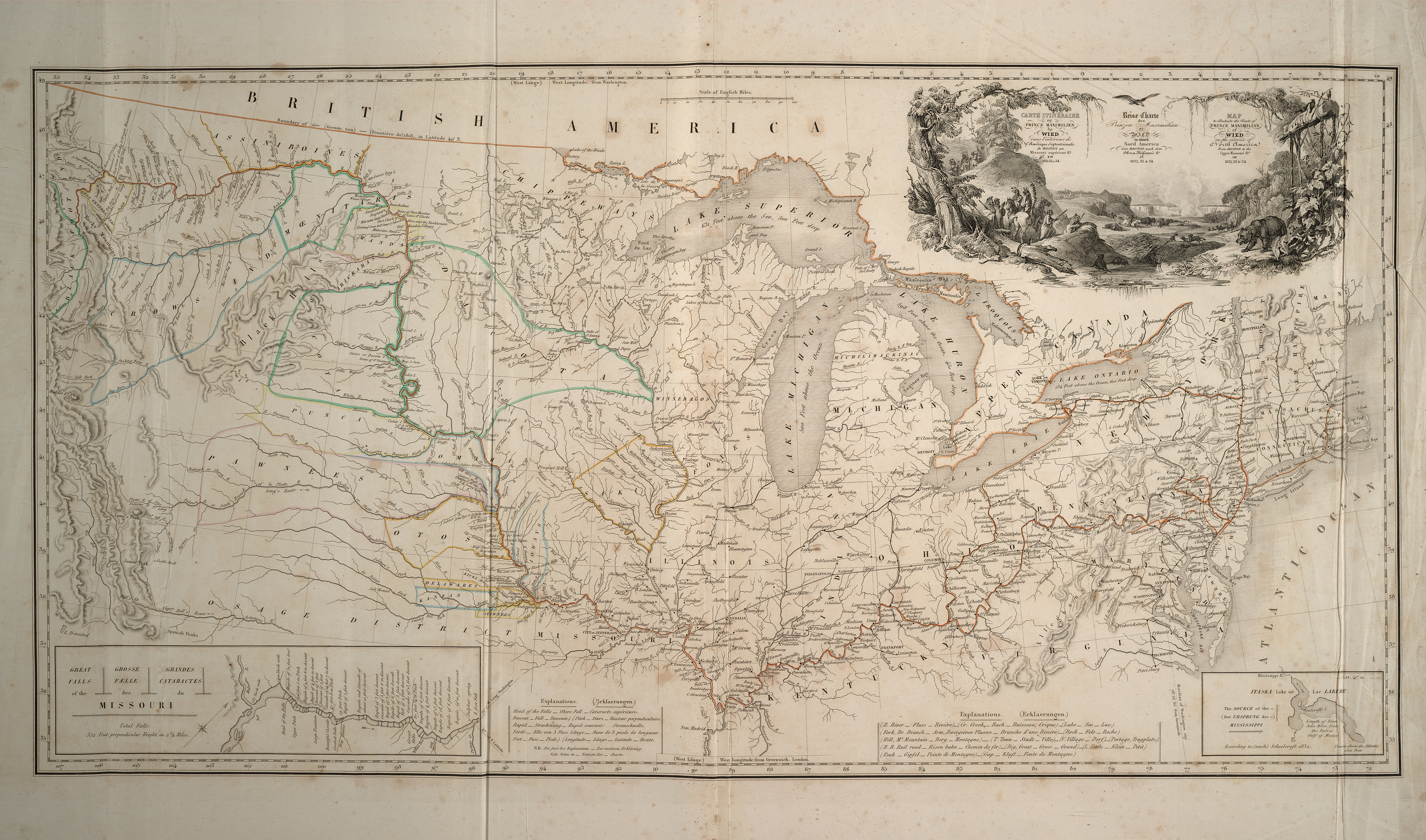
Carte itinéraire du Prince Maximilian de Wied dans l’intérieur de L’Amérique Septentrionale de Boston au Missouri supérieur en 1832, 1833 et 1834.

En 1832, il organise son second voyage, cette fois en Amérique du Nord où il souhaite comparer les tribus amérindiennes qui y vivent avec celles qu'il a rencontrées au Brésil. Il part avec un peintre, Karl Bodmer (1809-1893), chargé de peindre les tribus rencontrées.
À son arrivée, aux côtés des naturalistes Thomas Say (1787-1834) et Charles Alexandre Lesueur (1778-1846) il récolte des reptiles et des amphibiens dans la région de New Harmony (Indiana). Au printemps 1833, avec Bodmer, il entreprend un voyage de 4 400 km le long de la rivière Missouri jusqu'au Montana. Au retour, il passe l'hiver 1833-1834 dans le Dakota du Nord. Il retourne en Europe et passe le reste de sa vie à étudier ses collections.
Il commence à faire paraître Reise in das innere Nord-America in den Jahren 1832 bis 1834 en 1838, la vingtième partie paraissant en 1841.

## Espèces éponymes
- Amphisbaena wiedi
- Anilios wiedii
- Margay (Leopardus wiedii)
- Todirostre de Wied (Hemitriccus nidipendulus)
- Tyran de Wied (Myiarchus tyrannulus)
- Pione de Maximilien (Pionus maximiliani)
- Sporophile de Maximilien (Sporophila maximiliani)
- Cordon-noir à dos olive (Melanopareia maximiliani)